# Althenia
Althenia là một chi thực vật có hoa trong họ Potamogetonaceae.